# Analamanga
Analamanga é uma região central de Madagáscar que composta pela capital do país, Antananarivo, e sua região metropolitana. Fazia parte da província de Antananarivo antes dela ser abolida. Possui uma população estimada de 4,325,226 (2018) e uma área 16.911 km².

## Distritos
Analamanga é dividida em 8 distrito, que são sub-divididos em 140 comunas.
- Ambohidratrimo - 24 comunas
- Andramasina - 14 comunas
- Anjozorobe - 18 comunas
- Ankazobe - 15 comunas
- Antananarivo-Atsimondrano - 26 comunas
- Antananarivo-Avaradrano - 16 comunas
- Antananarivo-Renivohitra - A cidade de Antananarivo
- Manjakandriana - 23 comunas

## Geografia
A região se extende principalmente em direção ao norte da capital. Faz fronteira com Betsiboka ao norte, Bongolava e Itasy ao oeste, Alaotra Mangoro ao leste, e Vakinankaratra ao sul.

### Rios
Os rios principais são o Rio Betsiboka e o Rio Ikopa.

### Grandes lagos
Lagos Mantasoa (20 km²) e o lago de represa:Tsiazompaniry (23 km²).

## Transporte

### Ruas
A capital, Antananarivo, está conectada com diversas ruas nacionais: 1, 2, 4 e 7

### Ferroviário
Duas linhas ferroviárias existem,nenhuma para transporte de passageiros, são elas:  a linha para Antsirabe (158 km), e a linha para Toamasina (371km).

### Aeroporto
- Aeroporto Internacional de Ivato

## Reservas ambientais
- Reserva de Anjozorobe-Angavo
- Reserva de Ambohitantely.

## Esportes
- COSPN Analamanga - basquete
- ASSM Elgeco Plus - futebol
- USJF Ravinala - futebol
- AS Saint Michel - futebol
- BTM Antananarivo - futebol
- COSFAP Antananarivo - futebol
- DSA Antananarivo - futebol
- Tana FC Formation - futeball
- AS Adema - futebol
- Japan Actuel's FC - futebol
- Ajesaia - futebol
- SO Emyrne - futebol

## Reverências externas
- Plan Régional de Développement, Région Analamanga Arquivado em 2007-09-28 no Wayback Machine